# Discografia di Brian May
La discografia di Brian May, chitarrista e cantante britannico noto per la sua militanza nei Queen e attivo come solista dal 1983, si compone di tre album in studio (di cui uno inciso con Kerry Ellis), quattro album dal vivo, una raccolta, una colonna sonora e dieci singoli.

## Album

### Album in studio
| Anno | Titolo                                                                                          | Classifiche | Classifiche | Certificazioni |
| Anno | Titolo                                                                                          | UK          | USA         | Certificazioni |
| ---- | ----------------------------------------------------------------------------------------------- | ----------- | ----------- | -------------- |
| 1992 | Back to the Light - Pubblicato: 28 settembre 1992 - Etichetta: Parlophone - Formati: CD, MC, LP | 6           | 159         | - UK: Oro      |
| 1998 | Another World - Pubblicato: 1º giugno 1998 - Etichetta: Parlophone - Formati: CD, MC, LP        | 14          | —           |                |
| 2017 | Golden Days (con Kerry Ellis) - Pubblicato: 7 aprile 2017 - Etichetta: Sony Music - Formati: CD | 27          | —           |                |

### Album dal vivo
| Anno | Titolo | Classifiche |
| Anno | Titolo | UK          |
| ---- | --- | ----------- |
| 1994 | Live at the Brixton Academy - Pubblicato: 15 giugno 1994 - Etichetta: Parlophone - Formati: CD, MC, 2 LP                                           | 20          |
| 2013 | Starmus - Sonic Universe (con i Tangerine Dream) - Pubblicato: 25 aprile 2013 - Etichetta: Eastgate - Formati: 2 CD, DVD                           | —           |
| 2013 | Acoustic by Candlelight (con Kerry Ellis) - Pubblicato: 17 giugno 2013 - Etichetta: Duck Productions - Formati: CD, 2 LP                           | —           |
| 2014 | The Candlelight Concerts - Live at Montreux 2013 (con Kerry Ellis) - Pubblicato: 1º aprile 2014 - Etichetta: Eagle Vision - Formati: CD+DVD, CD+BD | —           |

### Raccolte
| Anno | Titolo |
| ---- | --- |
| 1998 | Red Special - Japanese Tour Mini Album - Pubblicato: 18 ottobre 1998 - Etichetta: Parlophone - Formati: CD |

### Colonne sonore
| Anno | Titolo                                                                                |
| ---- | ------------------------------------------------------------------------------------- |
| 2000 | La musique de Furia - Pubblicato: 23 novembre 2000 - Etichetta: EMI - Formati: CD, LP |

## Extended play
| Anno | Titolo                                                                               | Classifiche | Classifiche |
| Anno | Titolo                                                                               | UK          | USA         |
| ---- | ------------------------------------------------------------------------------------ | ----------- | ----------- |
| 1983 | Star Fleet Project - Pubblicato: 31 ottobre 1983 - Etichetta: EMI - Formati: 12", CD | 35          | 147         |

## Singoli

### Come artista principale
| Anno | Titolo                                                                   | Classifiche | Album di provenienza |
| Anno | Titolo                                                                   | UK          | Album di provenienza |
| ---- | ------------------------------------------------------------------------ | ----------- | -------------------- |
| 1983 | Star Fleet                                                               | 65          | Star Fleet Project   |
| 1991 | Driven by You                                                            | 6           | Back to the Light    |
| 1992 | Too Much Love Will Kill You                                              | 5           | Back to the Light    |
| 1992 | Back to the Light                                                        | 19          | Back to the Light    |
| 1993 | Resurrection (feat. Cozy Powell)                                         | 23          | Back to the Light    |
| 1993 | Last Horizon                                                             | 51          | Back to the Light    |
| 1995 | The Amazing Spider-Man (Mastermix) (accreditato come MC Spy-D + Friends) | —           | /                    |
| 1998 | On My Way Up                                                             | —           | Another World        |
| 1998 | The Business                                                             | 51          | Another World        |
| 1998 | Why Don't We Try Again                                                   | 44          | Another World        |
| 1998 | Another World                                                            | —           | Another World        |
| 2012 | Born Free (con Kerry Ellis)                                              | —           | /                    |
| 2013 | The Kissing Me Song (con Kerry Ellis)                                    | —           | /                    |
| 2019 | New Horizons                                                             | —           | /                    |
| 2019 | Holy Man (con Dennis Wilson, Taylor Hawkins e Roger Taylor)              | —           | /                    |

### Come artista ospite
| Anno | Titolo                                                          | Classifiche | Album di provenienza |
| Anno | Titolo                                                          | UK          | Album di provenienza |
| ---- | --------------------------------------------------------------- | ----------- | -------------------- |
| 1987 | A Time for Heroes (Meat Loaf e Tangerine Dream feat. Brian May) | —           | /                    |
| 1992 | We Are the Champions (Hank Marvin feat. Brian May)              | 66          | Into the Light       |
| 2002 | If We Believe (Lynn Carey Saylor feat. Brian May)               | —           | /                    |

## Videografia

### Album video
- 1983 – Star Licks Master Series (VHS)
- 1994 – Live at the Brixton Academy (VHS, DVD)

## Collaborazioni

### Come produttore e compositore
| Anno | Artista                        | Titolo                                                                       | Album di provenienza                                                                  | Ruolo                                                             |
| ---- | ------------------------------ | ---------------------------------------------------------------------------- | ------------------------------------------------------------------------------------- | ----------------------------------------------------------------- |
| 1986 | Minako Honda                   |                                                                              | Cancel (album)                                                                        | produzione                                                        |
| 1987 | Minako Honda                   | "Golden Days", "Crazy Nights"                                                | Golden Days e Crazy Nights (singoli)                                                  | composizione, produzione, chitarra                                |
| 1987 | Bad News                       |                                                                              | Bad News (album)                                                                      | produzione                                                        |
| 1987 | Heavy Pettin                   |                                                                              | Lettin Loose (album)                                                                  | prodotto da May e da Mack                                         |
| 1987 | Anita Dobson                   |                                                                              | Talking of Love (album)                                                               | composizione, produzione, chitarra, cori                          |
| 1988 | Anita Dobson                   | "In One of My Weaker Moments"                                                | In One of My Weaker Moments (singolo tratto dal musical Budgie)                       | produzione, chitarra                                              |
| 1989 | Ian & Belinda                  | "Who Wants to Live Forever"                                                  | Who Wants to Live Forever (7"/12" singolo; per la "British Bone Marrow Donor Appeal") | produzione, chitarra (John Deacon, basso; Roger Taylor, batteria) |
| 1990 | Brian May tracce varie Macbeth | Riverside Theatre (inedito)                                                  |                                                                                       | composizione, produzione                                          |
| 1991 | "Hale and Pace" e gli Stonkers | "The Stonk"                                                                  | The Stonk (singolo; per la Comic Relief; No. 1 nella classifica inglese)              | produzione, chitarra (e Roger Taylor, batteria)                   |
| 1993 | The Left Handed Marriage       | "Appointment", "She Was Once My Friend", "I Need Time" [registrato nel 1967] | Crazy Chain (album)                                                                   | chitarra, cori; I Need Time scritto da Bill Richards e da May     |

### Come ospite
| Anno               | Artista                     | Titolo | Album di provenienza | Ruolo                                                                |
| ------------------ | --------------------------- | --- | --- | -------------------------------------------------------------------- |
| 1975               | Eddie Howell                | Man from Manhattan | Man from Manhattan (singolo) | cori e chitarra                                                      |
| 1976               | Ian Hunter                  | "You Nearly Did Me In" | All-American Alien Boy | chitarra e voce                                                      |
| 1978               | Lonnie Donegan              | "Digging My Potatoes" | Puttin' on the Style |                                                                      |
| 1980               | Quartz                      | "Circles" (registrato nel 1977) | lato B del singolo "Stoking the Fires of Hell" (1980); anche bonus track dell'album Stand Up and Fight, del 2004                                   |                                                                      |
| 1983               | Jeffrey Osborne             | "Stay with Me Tonight", "Two Wrongs Don't Make a Right" | Stay with Me Tonight |                                                                      |
| 1984               | Billy Squier                | "(Another) 1984" | Signs of Life |                                                                      |
| 1985               | Chris Thompson              | "A Shift in the Wind, Parts 1 and 2" | Radio Voices |                                                                      |
| 1986               | Ramoncín                    | "Como un susurro" | La vida en el filo |                                                                      |
| 1988               | The Cross                   | "Love Lies Bleeding (She Was a Wicked, Wily Waitress)" | Shove It |                                                                      |
| 1989               | Holly Johnson               | "Love Train" | Blast |                                                                      |
| 1989               | Living in a Box             | "Blow the House Down" | Gatecrashing |                                                                      |
| 1989               | Black Sabbath               | "When Death Calls" | Headless Cross |                                                                      |
| 1989               | Fuzzbox                     | "Self!" | Big Bang |                                                                      |
| 1989               | Artists United for Nature   | "Yes We Can" | Yes We Can (singolo; pubblicato anche nella compilation Earthrise – The Rainforest Album)                                                          |                                                                      |
| 1989               | Rock Aid Armenia            | "Smoke on the Water" | Smoke on the Water | chitarra (Roger Taylor, batteria)                                    |
| 1990               | Rock Against Repatriation   | "Sailing" | Sailing |                                                                      |
| 1991               | D-Rok                       | "Red Planet Blues", "Get out of My Way" | Oblivion |                                                                      |
| 1992               | Extreme                     | "Love of My Life" | Song for Love (per la "Terence Higgins Trust"]) |                                                                      |
| 1992               | Judie Tzuke                 | "I Can Read Books" | Wonderland |                                                                      |
| 1992               | Phenomena                   | "A Whole Lot of Love" (registrato nel 1988) | Phenomena III: Inner Vision |                                                                      |
| 1992               | Tony Martin                 | "If There Is a Heaven" | Back Where I Belong |                                                                      |
| 1992               | Cozy Powell                 | "Somewhere in Time" (versione strumentale di "Nothin' But Blue"], "Ride to Win" | The Drums Are Back | chitarra (John Deacon, basso in "Somewhere in Time")                 |
| 1992               | Steve Hackett               | "Don't Fall Away From Me" (registrato nel 1986) | The Unauthorised Biography |                                                                      |
| 1993               | Paul Rodgers                | "I'm Ready" | Muddy Water Blues: A Tribute to Muddy Waters |                                                                      |
| 1993               | Steve Hackett               | "Cassandra" (registrato nel 1986) | Guitar Noir (bonus track) |                                                                      |
| 1994               | Os Paralamas do Sucesso     | "El Vampiro Bajo El Sol" | Severino |                                                                      |
| 1995               | Jennifer Rush               | "Who Wants to Live Forever" | Out of My Hands | voce e chitarra                                                      |
| 1995               | Gordon Giltrap              | "Heartsong" [registrato nel 1993] | Music for the Small Screen |                                                                      |
| 1995               | Carmine Appice              | "Nobody Knew (Black White House)" | Carmine Appice's Guitar Zeus |                                                                      |
| 1995               | S.O.L. (Stefan Zauner)      | "Make My Dream Come True" | S.O.L. - Some Other Language |                                                                      |
| 1996               | Status Quo                  | "Raining in My Heart" | Don't Stop |                                                                      |
| 1996               | Rock Therapy                | "Reaching Out" | Reaching Out (singolo; per il "Nordoff-Robbins Music Therapy Centre")                                                                              |                                                                      |
| 2000               | Steve Hackett               | "Slot Machine" (registrato nel 1986) | Feedback ‘86 |                                                                      |
| 2000               | Tony Iommi                  | "Goodbye Lament" (feat. Dave Grohl), "Flame On" (feat. Ian Astbury) | Iommi |                                                                      |
| 2000               | Freddie Mercury             | "She Blows Hot and Cold (Alternative Version)" (registrato nel 1984) | Freddie Mercury Solo Collection (box set) |                                                                      |
| 2000               | Foo Fighters                | Have a Cigar | Mission: Impossible II (colonna sonora) |                                                                      |
| 2001               | Robbie Williams             | "Eternity" | Eternity (singolo di Greatest Hits, 2004) |                                                                      |
| 2002               | Michael Kamen               | "Light the Fire Within" | inedito; canzone ufficiale dei XIX Giochi olimpici invernali                                                                                       |                                                                      |
| 2002               | Claire Sweeney              | "Too Much Love Will Kill You" | Claire |                                                                      |
| 2002               | Foo Fighters                | "Tired of You" | One by One |                                                                      |
| 2003               | The Yardbirds               | "Mr. You're a Better Man Than I" | Birdland |                                                                      |
| 2003               | Tim Staffell                | "Earth", "Doin' Alright" | Amigo | chitarra e voce                                                      |
| 2004               | Zucchero Fornaciari         | "Il mare impetuoso al tramonto salì sulla luna e dietro una tendina di stelle..." | Zu & Co. |                                                                      |
| 2006               | Meat Loaf                   | "Bad for Good" | Bat Out of Hell III: The Monster Is Loose |                                                                      |
| 2007               | Lynn Carey Saylor           | "We Belong" | You Like It Clean | chitarra e cori                                                      |
| 2007               | Guns N' Roses               | "Catcher In The Rye (Demo)" | Chinese Democracy (Sessione) | assolo di chitarra                                                   |
| 2008               | Kerry Ellis                 | "Defying Gravity", "I'm not that Girl", "No-One but You (Only the Good Die Young)" | Wicked in Rock | arrangiamento, basso, chitarre, tastiere, produzione, programmazione |
| 2010               | Kerry Ellis                 | "Dangerland", "Anthem", "I Can't Be Your Friend (This Can't Be Over)", "Defying Gravity", "I'm Not that Girl", "You Have to Be There", "Love It When You Call", "Save Me", "Diamonds are Forever", "No-One but You (Only the Good Die Young)", "I Loved a Butterfly" | Anthems | arrangiamento, cori, basso, chitarre, piano, tastiere, produzione    |
| 2011               | Lady Gaga                   | "Yoü and I" | Born This Way | chitarra                                                             |
| 2012               | Dappy                       | "Rockstar" | No Regrets | chitarra                                                             |
| 2015               | Motörhead                   | "The Devil" | Bad Magic |                                                                      |
| Registrazioni live |                             | | |                                                                      |
| 1988               | Prince's Trust Gala Concert | | Prince's Trust Rock Gala (VHS; registrazione live del 6 giugno 1988 alla Royal Albert Hall)                                                        | chitarra (Deacon, basso)                                             |
| 1992               | Pavarotti and Friends       | "Too Much Love Will Kill You", "La donna è mobile" | (registrazione live a Modena il 27 settembre 1992)                                                                                                 |                                                                      |
| 2005               | The Strat Pack              | "Peggy Sue", "Maybe Baby", "I Fought the Law", "Oh Boy!", "That'll Be the Day" (con i "The Crickets" e Albert Lee); "All Right Now" (con Paul Rodgers) | The Strat Pack: Live in Concert (DVD; registrazione live al concerto per il 50º anniversariodella chitarra Fender Stratocaster, 24 settembre 2004) |                                                                      |

## Videogiochi
- 1994 – Rise of the Robots (contiene tracce rielaborate dall'album Back to the Light del 1992)
- 1996 – Rise 2: Resurrection (contiene Cyborg dell'album Another World, pubblicato nel 1998)